# Аксумское царство
Аксум, или Аксумское царство (геэз መንግስቲ ኣኽሱም) — древнеэфиопское государство, существовавшее с I по X век на территории современных Эфиопии, Эритреи, Судана, Йемена и южной части Саудовской Аравии. Столицей был город Аксум. Известный религиозный деятель III века Мани считал это государство одной из четырёх великих держав древнего мира, наряду с Персией, Римом и Китаем.
Аксумское царство, вероятно, было основано в начале I века как преемник царства Даамат, существовавшего ранее на том месте. Доаксумская культура развивалась частично под влиянием Южной Аравии, это видно по использованию аксумитами древней южноаравийской письменности и практики древней семитской религии. Однако письменность языка геэз вошла в обиход к IV веку, и поскольку государство стало крупной державой на торговом пути между Римом и Индией, оно вошло в греко-римскую культурную сферу и начало использовать греческий язык в качестве лингва-франка. Этот фактор также сильно повлиял на царство Аксум при принятии христианства в качестве государственной религии в середине IV века.
Государство продолжало расширяться в период поздней античности, завоёвывая части царства Куш, от которого оно унаследовало греческий экзоним «Эфиопия». Господство аксумитов в Красном море достигло кульминации во время правления Калеба Аксумского, который по просьбе римского императора Юстина I вторгся в Химьяр на территории современного Йемена, чтобы положить конец геноциду христианского населения, устроенному иудейским царём Зу Нувасом. С аннексией Химьяра Аксумское царство достигло наибольшего территориального размера. Однако эта территория была потеряна в ходе персидского вторжения.

## Исторический очерк
Первые сведения об Аксумском царстве относятся к I веку н. э. Оно упоминается в «Перипле Эритрейского моря» как важный источник слоновой кости, которую экспортировали по всему древнему миру. В нём говорится, что правителем Аксума в то время был Зоскалес, который, помимо управления государством, также контролировал земли у Красного моря: Адулис (близ Массауа) и земли через высокогорья современной Эритреи. Упоминается также, что он был знаком с древнегреческой литературой.
Напротив Горного острова, на материке, в двадцати стадиях от берега, находится Адулис, довольно большая деревня, из которой за три дня можно добраться до Колоэ, внутреннего города и первого рынка по продаже слоновой кости. От этого места до города людей, называемых аксумитами, ещё пять дней пути; в это место всю слоновую кость привозят из страны за Нилом через район, называемый Циней, а оттуда в Адулис. Практически все убитые слоны и носороги обитают в местах, расположенных внутри страны, хотя в редких случаях на них охотятся на морском побережье даже вблизи Адулиса.

## История

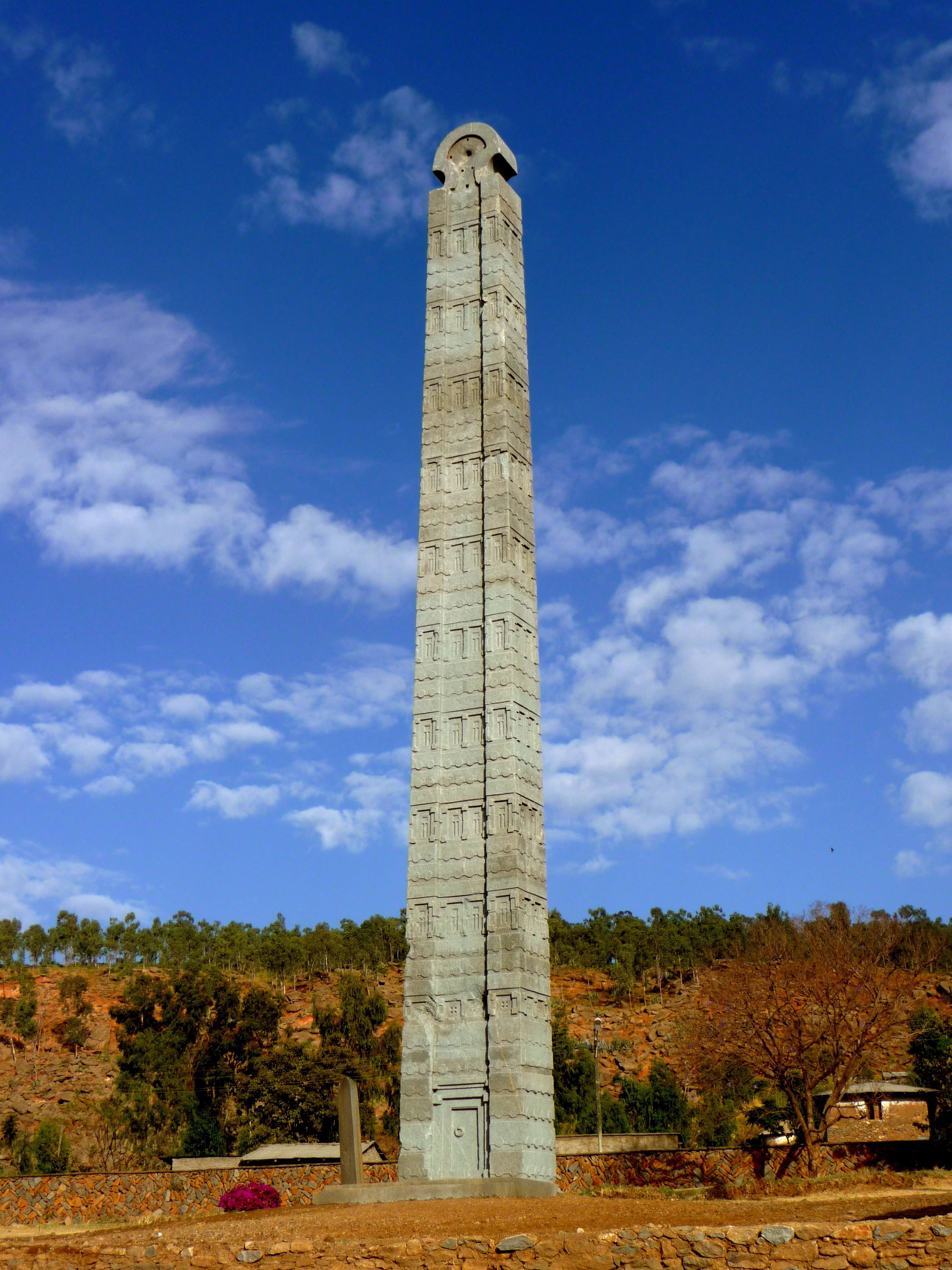
Аксумский обелиск

### Истоки Аксума
Аксум не был первой цивилизацией на территории современных Эфиопии и Эритреи: задолго до него, ещё в VIII веке до н. э., уже существовало царство Даамат, которое процветало в районе между X и V веками до н. э., а до него согласно древнеегипетским источникам существовала ещё более древняя страна Пунт, располагавшаяся на территории Африканского Рога. На становление аксумской государственности и культуры также повлияли внешние факторы: сабейские колонии на африканском берегу (Наиболее значительным и длительным воздействием этих колонистов было создание системы письма и внедрение семитской речи — и то, и другое со временем, как видно из других исторических примеров значительно изменилось и трансформировалось) и эллинистические влияния из Птолемеевского Египта, который вёл торговлю через эфиопский портовый город Адулис. Существуют некоторые лингвистические (хотя и не письменные) свидетельства того, что на семитских языках в Эритрее и Эфиопии говорили примерно с 2000 года до н. э.. Однако письменность геэз позже заменила эпиграфическую южноарабскую письменность в царстве Аксум.
Козьма Индикоплов скопировал грекоязычную надпись на спинке трона из Адулиса (Monumentum Adulitanum), в которой сообщается о подчинении власти Аксума многочисленных народов Африканского Рога, Нубии и юго-западной Аравии. Надпись может относиться ко времени царя Гадары, заключившего на рубеже II—III вв. союз с правителем Сабейского царства Алханом Нахфаном. На протяжении 70 лет Гадара и его преемник Азба (‘dbh) пытались вмешиваться в дела Южной Аравии.
Аксумское царство располагалось на важнейших торговых путях из Египта, Восточной Римской империи (Византии), Сирии, Ирана, Ирака в Индию и Китай. Аксумиты вели торговлю рабами, золотом, слоновой костью, благовониями и ароматическими смолами, изумрудами, а также африканскими зверями и их шкурами.

### Аксумская империя
В III—IV веках произошло возвышение Аксума. В IV веке при царе Эзане Аксум завоевал Куш (Нубию) и господствовал в Северо-Восточной Африке и Красноморье, соперничая с Византией. Под его властью находилась огромная территория вдоль побережья Красного моря и часть Йемена на Аравийском полуострове. Сохранилось большое количество надписей, сообщающих о покорении Эзаной народностей бега (блеммиев), агвезат (геэз), царане, чёрных и красных ноба (нубадов), а также, скорее всего, города Мероэ.
При Эзане в 333 году в его царстве было принято христианство как государственная религия, сделав Аксум, наряду с Великой Арменией и Римской империей, одним из первых христианизированных государств (об этом свидетельствует камень Эзаны). В эфиопской церковной традиции христианизацию страны связывают с легендарными братьями-соправителями святыми Абрэхой (Калебом) и Элла-Ацбэхой, но более реальным претендентом на роль крестителя Аксума является Фрументий Аксумский — сириец из Тира по рождению и римский гражданин, ставший придворным рабом-секретарём при малолетнем Эзане и рукоположённый первым епископом Аксума.

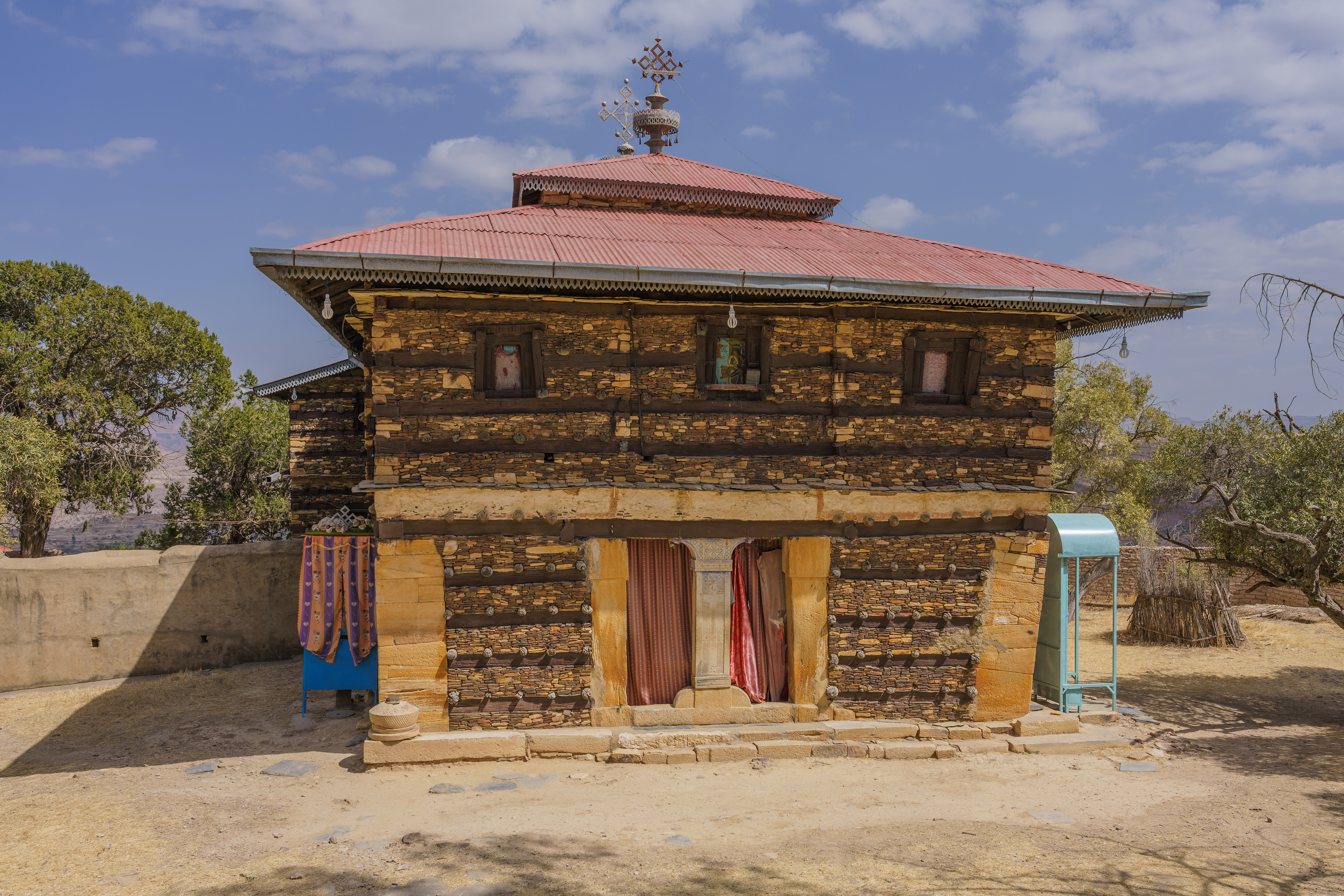
Аксумская архитектура: Монастырь Дэбрэ-Дамо (V—VI век)

Эфиопская православная церковь изначально была в каноническом единстве с Александрийским патриархатом, подчинённость которому предопределила принадлежность Эфиопской церкви к Древневосточным православным церквям. Глава эфиопской церкви и высшее духовенство — абуны (епископы) назначались александрийским патриархом и были, как правило, египтянами. Христианство распространялось в основном мирными методами и к VI веку утвердилось в качестве господствующей религии.
Хотя Византия стремилась подчинить Аксум своему влиянию путём проповеди там христианства греческого обряда, аксумиты создали собственную уникальную обрядовую традицию. После Халкидонского собора, с началом гонений против нехалкидонитов в Византии, в Аксум бежала группа монахов, ставшая известной как «Девять преподобных». Деятельность этих монахов так же поспособствовала укреплению эфиопов в нехалкидонской богословской традиции.
В начале VI века Аксумское царство переживало второй «золотой век». Царь Аксума Калеб (Элла-Асбэха) (ок. 510—530 гг.) в 517 году вторгся в Химьяр, иудейскую страну в Йемене, перекрывшую пути аксумско-византийской и индо-византийской торговли в ответ на репрессии против иудеев в Константинополе. Эфиопы захватили Зафар, столицу Химьяра, но в 518 году химьяриты отвоевали столицу и перебили аксумский гарнизон, а также после осады разорили христианский город Наджран. Хотя тот поход оказался неудачным, в 525 году объединённые войска Аксумского царства и Византии (под командованием племянника византийского императора Юстина, будущего императора Юстиниана I), разгромив армию химьярского царя Юсуфа Зу-Нуваса, положили конец существованию независимого Химьяритского царства. 
С этого момента Химьяр, попав в зависимость от Аксума, управлялся ставленниками эфиопов: сначала убившим царя Зу-Нуваса простым воином Абрахой аль-Ашрамом, затем его сыновьями Йаксумом ибн Абрахатом и Масруком ибн Абрахатом. Абраха посылал дары Элла-Асбэхе и его преемнику Гэбре-Мэскэлю, но проводил независимую политику; за время своего правления он совершил по крайней мере один дальний поход в Центральную Аравию, на Мекку в «год Слона» (570 год), но был остановлен эпидемией чумы и затянувшимися переговорами с курайшитами из Мекки (в которых принимал участие Абду-л-Мутталиб - дед пророка Мухамеда). Однако в 577 году Йемен был завоёван у эфиопских наместников сасанидским шахом Хосровом I.

## Религия
В Аксуме были распространены семитское язычество, иудаизм и христианство (в нехалкидонской традиции), ставшее государственной религией; при этом преобладание этих монотеистических религий не мешало существованию многожёнства. Местная языческая религия, в которой ключевое значение имел культ священной особы царя, господствовала в Аксуме в I—IV веках; при царе Эзане (ок. 325—360 гг.) государственной религией становится христианство (329 год считается датой основания миафизитской Эфиопской православной церкви, которая оставалась зависимой от египетской Коптской церкви вплоть до 1948 года).
Сооружение стел/обелисков с ритуальной целью было характерно для аксумитов ещё в дохристианские времена. После своей христианизации аксумиты прекратили строительство стел. Здесь был построен и древнейший из действующих христианских храмов Африки — Церковь Марии Сионской в Аксуме, в которой согласно преданиям хранится вывезенный Менеликом I (первым легендарным негусом Эфиопии, сыном израильского царя Соломона и царицы Савской) ковчег Завета.

## Экономика
Характер экономики Аксума определяют как рабовладельческий или феодальный. Городов в Аксумском царстве было немного — упоминаются всего четыре центра городского типа: одноимённая столица Аксум, важный рынок слоновой кости, Колоэ (Кохайто?), остающаяся нелокализованной, Маста и портовый Адулис на побережье Эритреи, ставший перевалочным пунктом на торговом пути из Египта в Индию и Ланку, а также к берегам Восточной Африки.
Начиная с правления Эндубиса, Аксум чеканил свои собственные монеты — первые, которые были отчеканены в Африке к югу от Сахары, — которые были раскопаны в таких местах, как Кесария Палестинская и южная Индия.
Занимая часть территории нынешней Северной Эфиопии и Южной и Восточной Эритреи, Аксум был глубоко вовлечён в торговую сеть между Индией и Средиземноморьем (Рим, позднее Византия), экспортируя слоновую кость, панцирь черепахи, золото и изумруды, а также импортируя шёлк и специи. Выход Аксума как к Красному морю, так и к верхнему Нилу позволял его сильному флоту извлекать выгоду из торговли между различными африканскими (Нубия), арабскими (Йемен) и индийскими государствами.

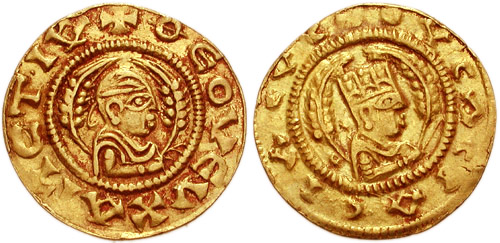
Монеты Аксумитов

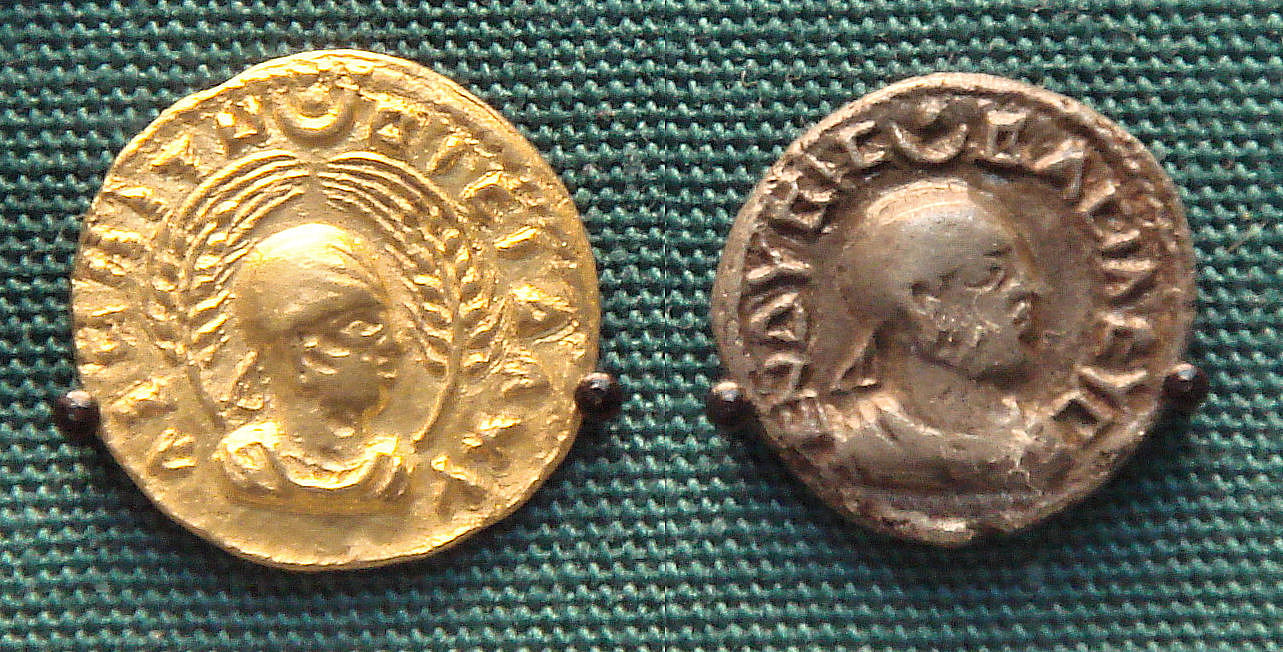
Монеты аксумского царя Эндубиса, III век

Основными экспортными товарами Аксума были, как и следовало ожидать от государства в это время, сельскохозяйственные продукты. Во времена Аксумитов земля была гораздо более плодородной, чем теперь, и их основными посевами были такие злаки, как пшеница и ячмень. Жители Аксума разводили крупный рогатый скот, овец и верблюдов. Также они охотились на диких животных ради, например, слоновой кости и рога носорога. Они торговали с римскими торговцами, а также с египетскими и персидскими купцами. Империя также была богата месторождениями золота и железа. Эти металлы были ценны для торговли, но широко продавался и другой минерал — соль. Соль была в изобилии в Аксуме и торговалась довольно часто.
Она выиграла от серьёзной трансформации морской торговой системы, которая связывала Римскую империю и Индию. Это изменение произошло примерно в начале I века. Старая торговая система включала в себя прибрежное плавание и множество промежуточных портов. Красное море имело второстепенное значение для Персидского залива и сухопутных связей с Левантом. Начиная примерно с 100 года до н. э. был проложен маршрут из Египта в Индию, используя Красное море и муссонные ветры, чтобы пересечь Аравийское море непосредственно в Южную Индию. Примерно к 100 году н. э. объём перевозок, отправляемых по этому маршруту, затмил более старые маршруты. Спрос римлян на товары из Южной Индии резко возрос, что привело к увеличению числа крупных судов, плавающих по Красному морю из римского Египта в Аравийское море и Индию.
Аксумское царство было идеально расположено для того, чтобы воспользоваться новой торговой ситуацией. Адулис вскоре стал главным портом для экспорта африканских товаров, таких как слоновая кость, благовония, золото, рабы и экзотические животные. Чтобы поставлять такие товары, Аксумские цари работали над развитием и расширением внутренней торговой сети. Конкурирующей и гораздо более древней торговой сетью, которая охватывала тот же самый внутренний регион Африки, было царство Куш, которое долгое время снабжало Египет африканскими товарами через Нильский коридор. Однако к I веку Аксум получил контроль над территорией, ранее принадлежавшей кушитам. «Перипл Эритрейского моря» прямо описывает, как слоновая кость, собранная на кушитской территории, вывозилась через порт Адулис вместо того, чтобы быть доставленной в Мероэ, столицу Куша. В течение II и III веков Аксумское царство продолжало расширять свой контроль над южным бассейном Красного моря. Был проложен караванный путь в Египет, который полностью обошёл Нильский коридор. Аксуму удалось стать главным поставщиком африканских товаров в Римскую Империю, не в последнюю очередь благодаря преобразованной системе торговли в Индийском океане.

## Упадок
Медленный упадок государства начался к VII веку, когда монета перестала чеканиться. Персидская, а позже мусульманская, деятельность в Красном море, направленная против аксумитов, привела к серьёзным экономическим проблемам для Аксумского царства, население самого города Аксум сократилось. Наряду со внутренними факторами, это считается одной из причин упадка. Последние три столетия Аксума считаются тёмными веками, и государство перестало существовать около 960 года. Несмотря на своё положение одной из ведущих империй поздней античности, царство Аксум ушло в безвестность, поскольку Эфиопия оставалась изолированной на протяжении всего Средневековья.

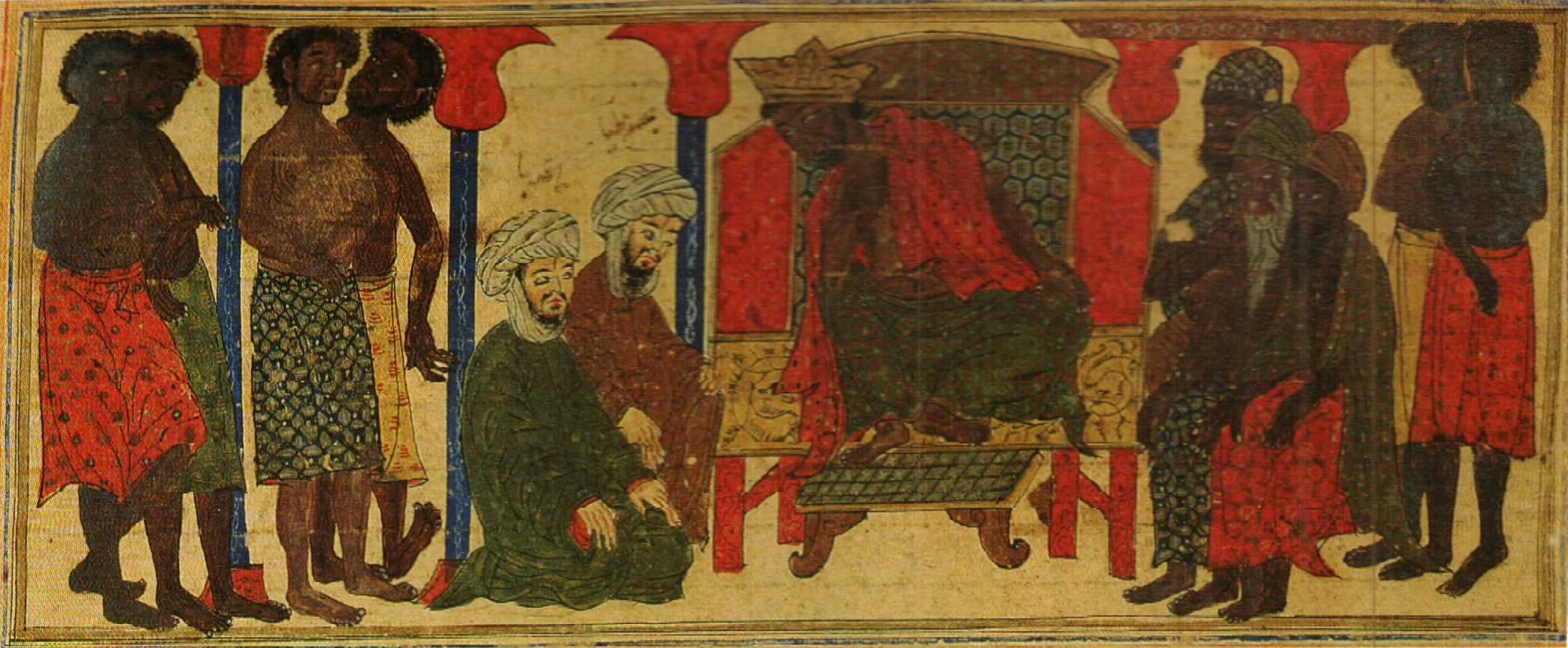
«Хиджра в Эфиопию»: аксумский негус отказывается выдать делегации из Мекки мусульманских беженцев. Иллюстрация XIV века

О последующей истории Аксума известно мало. Из арабо-мусульманских источников известно, что Ан-наджаши (негус) аль-Асхам ибн Абджар (умер в 630 году), отождествляемый с Эллой Цахаму эфиопских «царских списков», укрыл в Аксуме под своим покровительством сотни ближайших сподвижников пророка Мухаммеда, спасавшихся от преследования мекканских язычников (так называемая «эфиопская хиджра» 615/616 года). Большинство из них вернулось в Аравию после хиджры Мухаммеда в Ясриб (Медину) в 622 году, сохранив добрую память об Аксумском царстве как «области мира» и терпимости к мусульманам.
С VIII века начался период упадка, и в первой половине XI века Аксум распался. Изменения климата и течения Нила, истощение почв, торговая изоляция способствовали упадку эфиопской экономики. Около 960 года изгнанные из Аксума эфиопские евреи во главе с царицей Юдит (Гудит) сокрушили Аксумское государство, сжигая церкви и аксумскую литературу, а также истребляя представителей правящей династии. Об этом сообщается в «Истории александрийских патриархов», в письме царя эфиопов к христианскому царю Нубии. Эфиопские легенды рассказывают даже о временном господстве евреев над Северной Эфиопией после падения Аксумского царства.
Затем наступило возвышение династии Загве, основателем которой стал Мара Тэкле-Хайманот, которую сменила Соломонова династия, претендовавшая на происхождение от аксумских царей.

## Исследования
Открытие британских археологов, раскопавших в 2015 году древние могилы Аксума, позволило исследователям заявить о том, что государство Аксум было создано на несколько веков раньше, чем считалось.
В 2019 году археологи в ходе раскопок в Эфиопии обнаружили затерянные руины города Аксумского царства, торговый и религиозный центр, расположенный между древним городом Аксум и Красным морем в регионе, называемом Йеха.